# 沼波輝枝
沼波 輝枝（ぬなみ てるえ、1923年12月31日 - 2013年4月1日）は、日本の女優、声優。テアトル・エコーに所属していた。父は国文学者の沼波瓊音。姉は歌人の沼波万里子。

## 生涯
東京府（現東京都）出身。東京府立第一高等女学校（現・東京都立白鷗高等学校）卒業。1951年3月、劇団こだま座入団。1952年11月に劇団東芸に入団し、1954年7月に退団。同年8月、テアトル・エコーに入団。
仮面ライダーシリーズをはじめとする特撮番組の女怪人役を多く演じた。
晩年は高齢を理由に芸能界を引退していた。趣味は山歩き、麻雀。
2013年4月1日に埼玉県の病院で死去。89歳没。

## 出演

### テレビドラマ
- 女ざかり
- 太陽にほえろ!
- 特別機動捜査隊（テレビ朝日、東映）
  - 第142話「濁った河」（1964年7月15日） - 房江
  - 第175話「雛まつり」（1965年3月3日） - 隣の主婦
  - 第192話「二十歳」（1965年6月30日）
  - 第317話「秘められた怒り」（1967年11月22日） - 千枝
- 良太の村
- ママも知らない一通の手紙

### 舞台
- 四人の隊長の恋（1964年） - オルガ[1]
- レースの鎧（1964年） - 秋葉みや子[1]
- 秋の夜
- 表裏源平蛙合戦
- 南十字星
- ユッコの贈りもの

### テレビアニメ
1969年
- 海底少年マリン（女王）
- サザエさん
- ひみつのアッコちゃん（第1作）（1969年 - 1970年、大将の母、フジエ、モコの母、愛子、巫女、里、叔母）
- ムーミン（1969年 - 1972年、スニフの祖母、魔法使い） - 2シリーズ

1970年
- 魔法のマコちゃん（校長先生）

1971年
- 国松さまのお通りだい（谷先生〈初代〉）
- ふしぎなメルモ（校長の妻）

1972年
- 海のトリトン（老婆）
- 国松さまのお通りだい（村長夫人）

1973年
- 山ねずみロッキーチャック（コンドルおくさん）

1974年
- アルプスの少女ハイジ（ペーターの祖母〈2代目〉）

1975年
- 草原の少女ローラ（エレン）
- みつばちマーヤの冒険（テクラ）
- ラ・セーヌの星（ルボァ夫人）

1977年
- 家なき子

1978年
- 新・巨人の星
- ペリーヌ物語

1979年
- ジャン・バルジャン物語（テナルディエ夫人）
- ルパン三世 (TV第2シリーズ)（1979年 - 1980年、マダム・ピッコロ、ルクレチア・ボルジア四世）

1980年
- 釣りキチ三平（おばあさん）
- ベルサイユのばら

1983年
- アルプス物語 わたしのアンネット（クロード・マルタ）
- 子鹿物語（フォレスタの妻）

1986年
- 青春アニメ全集（エリスの母）
- メイプルタウン物語（アライグマ一家の祖母）

1987年
- グリム名作劇場（おばあさん）

1989年
- らんま1/2 熱闘編（猪、裏家元）

1990年
- 昆虫物語 みなしごハッチ（ブブ婆さん）
- ちびまる子ちゃん
- 私のあしながおじさん（エルザ）

1992年
- 姫ちゃんのリボン（五利ぎん）

1993年
- ツヨシしっかりしなさい（ギン）

1994年
- BLUE SEED（1994年 - 1995年、おばば様）

1995年
- ロミオの青い空（マリア）

1998年
- MASTERキートン（理事長）

### 劇場アニメ
- パンダコパンダ（1972年、八百屋のおばさん[7]）
- 対馬丸 —さようなら沖繩—（1982年、タケ）
- 殺人切符はハート色（1990年、お菊さん）
- うしろの正面だあれ（1991年、おばあちゃん）
- MARCO 母をたずねて三千里（1999年、ベルナダ）

### OVA
- 銀河英雄伝説（ビュコック夫人）
- 鬼神童子ZENKI外伝〜黯鬼奇譚〜（1997年、祖母）
- 銀河英雄伝説外伝 千億の星、千億の光（1998年、フーバー）

### ゲーム
- 仮面ライダー（1998年、蜂女）※ライブラリ出演

### 特撮
- 快獣ブースカ（1967年、第34話の巫女の声）
- ウルトラシリーズ
  - 帰ってきたウルトラマン（1971年、松本三郎の母）
  - ウルトラマンA（1972年、第31話のバクちゃんの声[8]）
- 仮面ライダーシリーズ
  - 仮面ライダー（1971年 - 1972年、蜂女の声、クラゲダールの声、ドクダリアンの声、バラランガの声）
  - 仮面ライダーV3（1973年、ノコギリトカゲの声）
  - 仮面ライダー（スカイライダー）（1979年、キギンガーの声、クチユウレイの声、ヘビンガーの声）
  - 仮面ライダースーパー1（1980年、サタンドールの声）
- 変身忍者 嵐（1972年、化身忍者の声）
- 宇宙鉄人キョーダイン（1976年、デスバイキンの声）
- ザ・カゲスター（1976年、蛙怪人の声、バラキュラーの声、再生蛙怪人の声、再生豹女の声）
- 超神ビビューン（1976年、ツンドラの声、フキケシオババの声）

### 吹き替え

#### 映画
- 愛の嵐（隣人女性）※日本テレビ版
- アラバマ物語（デュボース夫人）※テレビ朝日版
- 家（ロズ〈アイリーン・ヘッカート〉）
- エアポート'80（ロレッタ〈マーサ・レイ〉）
- エクソシスト（ウィリー）※TBS版
- 暗闇でドッキリ（マダム・ラファルジュ）※テレビ朝日版
- 激突! ※日本テレビ版
- サウンド・オブ・ミュージック（シュミット夫人〈ノーマ・ヴァーデン〉、ベルテ）※フジテレビ版
- シー・デビル（フーパー〈リンダ・ハント〉）※ソフト版
- 十戒（メムエット）※フジテレビ版
- ショート・サーキット（セペダ夫人〈ペニー・サントン〉）
- 007/ロシアより愛をこめて（ローザ・クレッブ大佐〈ロッテ・レーニャ〉）※TBS新録版
- 女王陛下の007（イルマ・ブント〈イルゼ・ステパット〉）※TBS版
- 遠い国（ホミニー）※フジテレビ版・NET版
- ドラキュラ（ギャロウェイ夫人）
- 鳥（バンディ夫人〈エセル・グリフィス〉）※フジテレビ版
- 裸の銃を持つ男 PART33 1/3 最後の侮辱（ミュリエル〈キャスリーン・フリーマン〉）※ソフト版
- ハートブレイク・リッジ 勝利の戦場（リトル・マリー〈アイリーン・ヘッカート〉）※TBS版
- バタリアン（大佐の妻）
- パッセンジャー57（エドワーズ夫人）※ソフト版
- フォロー・ミー（シドリー夫人）
- ペーパー・ムーン（リボン店の店員）
- 香港発活劇エクスプレス 大福星（ツァオの妻〈ハー・ピン〉）
- マグノリアの花たち（ウィザー〈シャーリー・マクレーン〉）
- メリー・ポピンズ（ブリル）※ソフト版
- ロビンとマリアン（シスター）※テレビ朝日版

#### ドラマ
- アウター・リミッツ（エセル・ラティマー）
- 悪魔の異形 #2（ジョーン・ハバード）
- 悪魔の手ざわり #9（リリー・パークハースト）
- V（ルビー）※ソフト版
- 恐竜家族（リッチフィールドの母）
- 刑事コジャック シーズン1 #10（ソフィ〈ペニー・サントン〉）
- 新・刑事コロンボ 完全犯罪の誤算（ルイーズ女史）
- 刑事スタスキー&ハッチ シーズン1 #12（モーリーン・ブレイク）
- シャーロック・ホームズの冒険 マザランの宝石（エミリー・ガリデブ）
- 主任警部モース ジェリコ街の女（ハリエット・ルイーズ・ステイヴリー）
- 新スタートレック #74（コリート・ロサ）
- スカーレット/続・風と共に去りぬ（ユーラリー・ロビヤール〈エリザベス・ウィルソン〉）
- スタートレック:ディープ・スペース・ナイン #7（レノラ）
- 地上最強の美女たち!チャーリーズ・エンジェル シーズン3 #8（ベル・アッシャー）
- 逃亡者 #23、#24、#109（シスター・ベロニカ〈アイリーン・ヘッカート〉）
- ファミリータイズ シーズン3 #5（ビニー夫人）
- 未知の世界（フローラ[9]）
- ロンサム・ダブ（ピーチ・ジョンソン）

#### アニメ
- 101匹わんちゃん（ダッチェス）

#### 人形劇
- サンダーバード（ジェレマイアの母）

#### テレビ番組
- ハーツ・アンド・マインズ/ベトナム戦争の真実（グエン・ティ・サウ）